# Luc-la-Primaube

Luc-la-Primaube este o comună în departamentul Aveyron din sudul Franței. În 1 ianuarie 2022 avea o populație de 6.054 de locuitori.